# Lirobittium lomaense
Lirobittium lomaense är en snäckart som först beskrevs av Bartsch 1911.  Lirobittium lomaense ingår i släktet Lirobittium och familjen Cerithiidae. Inga underarter finns listade i Catalogue of Life.